# Al Bayan (periódico)
Al-Bayan es un periódico en árabe de los Emiratos Árabes Unidos. También se conoce como diario árabe. Al-Bayan propiedad del gobierno de Dubái.

## Historia
Al-Bayan tiene su sede en Dubái. Fue fundada el 10 de mayo de 1980. En mayo de 2010, el Primer Ministro y vicepresidente de los Emiratos Árabes Unidos (EAU), Shaikh Mohammed, describió a 'Al-Bayan' como un 'faro de opiniones, diálogo y pensamiento', y agregó que ha estado difundiendo noticias con honestidad e imparcialidad durante más de las últimas tres décadas durante el 30 aniversario del periódico. Dhaen Shaheen, es director ejecutivo y editor en jefe de Al-Bayan.

## Alcance
Al-Bayan se enfoca principalmente en el periodismo de investigación. En noviembre de 2020, el periódico recibió el Premio al Reportaje de Investigación en la Expo 2020 de Dubái.